# Wiktor Wassiljewitsch Grischin
Wiktor Wassiljewitsch Grischin (russisch Виктор Васильевич Гришин; * 5. Septemberjul. / 18. September 1914greg. in Serpuchow; † 25. Mai 1992 in Moskau) war ein sowjetischer Politiker.

## Leben

### Ausbildung und Aufstieg
Grischin wurde in eine russische Arbeiterfamilie hineingeboren. Er absolvierte die Eisenbahnerschule in Serpuchow 1928 und die Moskauer Geophysische Technische Schule 1933. Danach arbeitete er als Topograph in seiner Heimatstadt. 1937 wurde er nach dem Abschluss der Moskauer Technischen Schule für die Eisenbahnwirtschaft in einem Bahnbetriebswerk tätig. Von 1938 bis 1940 diente er in der Roten Armee.
Grischin trat 1939 der KPdSU bei. Im April 1941 wählte man ihn zum Sekretär des Parteikomitees des Eisenbahnknotenpunkts der Station Serpuchow. Seit 1942 war er zuerst einfacher Sekretär, dann Zweiter und Erster Sekretär des Stadtparteikomitees von Serpuchow. Von 1950 bis 1952 leitete Grischin die Maschinenbauabteilung des Moskauer Parteikomitees und im Anschluss daran wurde er auf den Vorschlag von Chruschtschow zum Zweiten Sekretär des KP-Stadtkomitees von Moskau gewählt. Von 1952 bis 1986 war er Mitglied des ZK der KPdSU.

### In den Zentren der Macht
Er war von 1956 bis 1967 Vorsitzender des Allunions-Zentralrats der Gewerkschaften und von 1967 bis 1985 Erster Sekretär des KP-Stadtkomitees von Moskau. Von 1961 bis 1971 war er Kandidat und dann von 9. April 1971 bis 18. Februar 1986 Vollmitglied des Politbüros des Zentralkomitees der KPdSU. 

Obwohl er seinen Aufstieg Chruschtschow verdankte, spielte Grischin bei dessen Absetzung eine zweifelhafte Rolle, die bis jetzt nicht abschließend geklärt ist. Tatsache ist, dass er zusammen mit Leonid Iljitschow den Text der Rücktrittserklärung verfasste, die Chruschtschow später unterschrieb.
Er unterstützte im Politbüro Breschnew und Tschernenko als Generalsekretäre. Trotzdem wurde er nicht zu einer zentralen Figur in der sowjetischen Führung und spielte eher eine untergeordnete Rolle. So war er vollkommen überrascht, als Breschnew seinen Vorschlag, Moskau zur perfekten und mustergültigen „kommunistischen Stadt“ umzugestalten, publik machte. Am 26. Dezember 1979 unterschrieb er den Politbürobeschluss über die sowjetische Intervention in Afghanistan, obwohl er an der Ausarbeitung nicht beteiligt war.
Es wird mehrfach überliefert, dass Grischin eine starke Aversion gegen Gorbatschow hatte, die von diesem erwidert wurde. Eine gewisse Zeit galt Grischin als möglicher Nachfolger des schwer kranken Tschernenko, wurde jedoch durch einen Skandal mit der Wohnungsfinanzierung in Moskau diskreditiert. Nach den Erklärungen des Ex-Politbüromitglieds Alexander Jakowlew war Grischin trotz dieser Enthüllungen einer der stärksten Konkurrenten Gorbatschows im Kampf um die Nachfolge an der Staats- und Parteispitze.

### Abstieg
Als am 11. März 1985 während der Politbürositzung die Nachfolge Tschernenkos geregelt werden sollte, unterstützte Grischin trotzdem die Kandidatur Gorbatschows auf den Posten des Generalsekretärs, nannte ihn einen „belesenen und erfahrenen Parteifunktionär“. Dieses Manöver half ihm jedoch nicht, seine Stellung zu behalten. Am 19. Dezember 1985 bestellte Gorbatschow ihn zu sich und erklärte ihm, dass es angesichts vieler Beschwerden über die schlechte Arbeit des Moskauer Stadtparteikomitees wohl das Beste für alle wäre, wenn Grischin zurücktreten würde. Zwar weigerte sich Grischin eine Rücktrittserklärung freiwillig zu unterschreiben, er wurde trotzdem noch am gleichen Tag während der Politbüro-Sitzung von seinen Posten abgesetzt und in die Gruppe der Staatsberater beim Obersten Sowjet der UdSSR abgeschoben. Sein Nachfolger als Erster Sekretär des Stadtparteikomitees von Moskau wurde Boris Jelzin.
Er war fast 30 Jahre lang Abgeordneter des Obersten Sowjets der UdSSR.
Im August 1987 wurde Grischins Abstieg besiegelt: Er wurde nicht mehr in den Obersten Sowjet der UdSSR und der RSFSR gewählt, was ein endgültiges Karriereende jedes sowjetischen Politikers bedeutete. Gleichzeitig verlor er seine Stellung als Berater beim Obersten Sowjet der UdSSR. Anschließend wurde er für seine angeblichen Verfehlungen in der Presse kritisiert, seine Verwandten verloren ihre Arbeitsplätze, die ihnen von Grischin angeblich „zugeschanzt“ wurden.

### Ehrungen
Grischin wurde mit mehreren Staatsorden ausgezeichnet, darunter zwei Mal mit dem Orden Held der sozialistischen Arbeit.